# 小林真理 (文化経営学者)
小林 真理（こばやし まり、1963年 - ）は文化経営学者、東京大学教授。博士（人間科学）（早稲田大学）（2001年）。東京都出身。

## 略歴

### 学歴
- 1987年：早稲田大学教育学部卒業（社会科社会科学専修）
- 1990年：早稲田大学大学院政治学研究科政治学専攻修士課程修了
- 1996年：早稲田大学大学院政治学研究科政治学専攻博士後期課程単位取得満期退学
- 2001年:早稲田大学　人間科学博士　論文の題は「文化政策と法に関する研究」[1]。

### 職歴
- 1993年：早稲田大学人間科学部助手
- 1998年：昭和音楽大学音楽学部助手
- 2000年：静岡文化芸術大学文化政策学部専任講師
- 2004年4月：東京大学大学院人文社会系研究科文化資源学研究専攻助教授
- 2007年：東京大学大学院人文社会系研究科文化資源学研究専攻准教授、2016年教授。

## 著書

### 単著
- 『文化権の確立に向けて―文化振興法の国際比較と日本の現実』（勁草書房　2004年）

### 共著
- 『アーツマネジメント概論』（伊藤裕夫、山崎稔恵、片山泰輔、中川幾郎との共著、水曜社,2002年）

### 編著
- 『小出郷文化会館物語―地方だからこそ文化のまちづくり』（小出郷の記録編集委員会との編著、水曜社,2002年）
- 『指定管理者制度―文化的公共性を支えるのは誰か』（時事通信社　2006年）
- 『行政改革と文化創造のイニシアティヴ―新しい共創の模索』美学出版、2013